# Farigh Ghaderi
Farigh Ghaderi, född 15 mars 1970, är en svensk målare, tecknare och skulptör med rötterna i iranska Kurdistan.
Ghaderi började sin konstnärliga bana vid Östersunds konstskola. Han vidareutbildade sig sedan vid Florence Academy of Art i Florens, Italien, och Ilja Repin Akademin i Sankt Petersburg i Ryssland. 
Hans verk finns både i privata samlingar och i offentlig ägo [källa behövs]. Ghaderis verk har visats i USA, New York och olika städer i Italien, men han har även utställningar i flera länder runt om i Europa.
Farigh Ghaderi har belönats med flera stipendier, bland annat från Art Renewal Center (ARC).